# Arhipelagul Societății

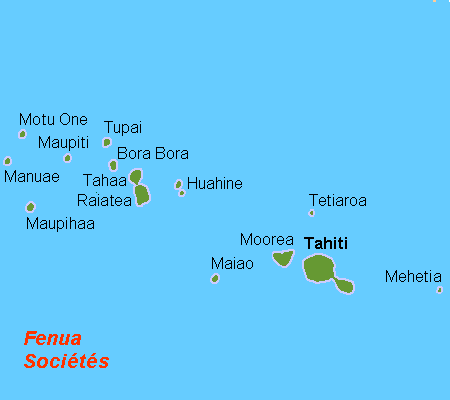

Arhipelagul Societății (franceză Îles de la Société sau oficial Archipel de la Société) aparțin de Polinezia franceză din Pacificul de sud. Pe arhipelag majoritatea populației este alcătuită din polinezieni.

## Insulele
- Tahiti
- Moorea
- Tetiaroa
- Mehetia
- Maiao
- Bora Bora
- Huahine
- Maupiti
- Raiatea (cu Uturoa) și Tahaa
- Tupai
- Manuae/Scilly
- Maupihaa
- Motu One/Bellingshausen

## Flora și fauna
Pădurile tropicale din Polinezia franceză oferă adăpost unui număr mare de animale și de plante tropicale, printre care se numără florile ocrotite polineziene renumite cu un miros intens, atolii cu corali și pești de culori diferite, fluturii mari tropicali. Din păcate, testele atomice efectuate în anii 1966 și 1968 de Franța au distrus pentru totdeauna o parte a acestui paradis tropical.

## Clima
Clima arhipelagului este caracterizată printr-o climă tropicală și subtropicală, temperatura și umiditatea ridicată contribuind la fertilitatea mare a solului de natură vulcanică. Pe arhipelag există două anotimpuri: anotimpul cald care durează din noiembrie până în martie și anotimpul mai răcoros durează din aprilie până în octombrie.
| Ian.  | Feb.    | Mar.    | Apr.    | Mai     | Iun.    | Iul.    | Aug.    | Sept. | Oct.    | Nov     | Dec.    |
| ----- | ------- | ------- | ------- | ------- | ------- | ------- | ------- | ----- | ------- | ------- | ------- |
| 27 °C | 27,1 °C | 27,4 °C | 27,1 °C | 26,4 °C | 25,2 °C | 24,7 °C | 24,6 °C | 25 °C | 25,6 °C | 26,3 °C | 26,6 °C |

## Istoric
Primele descrieri și schițe ale arhipelagului provin din anul 1521 de la Ferdinand Magellan, când a descoperit Arhipelagul Tuamotu. În anul 1768 ofițerul de marină englez Samuel Wallis (1728-1795) descoperă și schițează insulele. Acesta numește și insula Tahiti „King George Island”. După 7 luni ajunge în arhipelag ofițerul de marină francez Louis Antoine de Bougainville, neștiind că insulele erau deja descoperite. O hartă cartografică a insulelor este întocmită în anul 1777 la sosirea navigatorului englez James Cook care face prima călătorie pe mările sudului, insulele fiind numite „Society Islands” după societatea regală „Royal Society” care sprijinea cercetările. In anul 1843 începe perioada de colonizare franceză, iar în anii 1966 și 1996 Franța face mai multe teste atomice pe atolul Mururoa provocând distrugeri a sistemului ecologic ireversebile, nici azi nu se pot consuma peștii contaminați din această zonă.